# Pièces de monnaie en lek albanais
Les pièces de monnaie albanaises sont une des représentations physiques, avec les billets de banque, de la monnaie de l'Albanie.

## L'unité monétaire albanaise
Le lek (ALL) est la devise de l'Albanie depuis 1925. Le 16 août 1965, un nouveau lek a été créé, valant 10 fois l'ancien lek. Il est subdivisé en 100 qindarka

## Les pièces de monnaie d'Albanie
Jusqu'au début du XXe siècle, l'Albanie fait partie de l'Empire ottoman.
L'unité monétaire est la livre turque depuis 1844, date à laquelle elle a remplacé le kuruş, qui a continué à circuler, comme subdivision de la livre, à raison de 100 kuruş = 1 lira.

### Les pièces de la principauté d'Albanie (1914-1925)
Le 28 novembre 1912, pendant la Première Guerre balkanique, l'assemblée nationale albanaise déclare l'indépendance de l'Albanie par rapport à l'Empire ottoman. Le traité de Londres (1913) conduit à la désignation du Prince allemand Guillaume de Wied comme souverain.
À la suite de la Première Guerre mondiale, période pendant laquelle elle est occupée par les armées des deux camps, l'indépendance de l'Albanie est à nouveau reconnue par le traité de Paris. Un haut conseil de la régence est mis en place en 1920 et de premières élections ont lieu en avril 1921.

### Les pièces de la république d'Albanie (1925-1928)
Fin 1924, Ahmed Zogu prend le pouvoir, il proclame la République et est élu Président le 31 janvier 1925.
Dès 1926, les premières pièces albanaises sont mises en circulation : des pièces en bronze avec des dénominations de 5 et 10 qindar leku, des pièces en nickel de ¼, ½ et 1 lek et des pièces de 1, 2 et 5 franga. Ces pièces sont frappées à Rome.
| Valeur   | Paramètres techniques | Paramètres techniques | Paramètres techniques | Description                                                               | Description                                                                         | Description | Dates      | Dates |
| Valeur   | Diamètre              | Poids                 | Composition           | Avers                                                                     | Revers                                                                              | Artiste     | Millésimes |       |
| -------- | --------------------- | --------------------- | --------------------- | ------------------------------------------------------------------------- | ----------------------------------------------------------------------------------- | ----------- | ---------- | ----- |
| 1/4 leku |                       |                       | nickel                | un lion marchant sous la mention SHQIPNI et du millésime                  | La valeur faciale 1/4 LEKU sous une branche de chêne                                |             | 1926-1927  |       |
| 1 lek    |                       |                       | nickel                | buste d'Alexandre le Grand regardant vers la droite et la mention SHQIPNI | Alexandre le Grand chevauchant au-dessus de la valeur faciale 1 LEK et le millésime |             | 1926-1930  |       |

| Valeur  | Paramètres techniques | Paramètres techniques | Paramètres techniques | Description                                                   | Description                                                                                       | Description        | Dates      | Dates |
| Valeur  | Diamètre              | Poids                 | Composition           | Avers                                                         | Revers                                                                                            | Artiste            | Millésimes |       |
| ------- | --------------------- | --------------------- | --------------------- | ------------------------------------------------------------- | ------------------------------------------------------------------------------------------------- | ------------------ | ---------- | ----- |
| 1 frang |                       |                       | Argent                | La tête de Mercure à droite avec les mentions ALBANIA-SHQIPNI | La valeur faciale 1 FR.A avec la proue d'un bateau, le millésime et la marque R (monnaie de Rome) | Giuseppe Romagnoli | 1927       |       |

De pièces commémoratives de valeur plus élevée sont frappées sous la république :
| Valeur    | Paramètres techniques | Paramètres techniques | Paramètres techniques | Description                                                       | Description | Description        | Dates      | Dates |
| Valeur    | Diamètre              | Poids                 | Composition           | Avers                                                             | Revers | Artiste            | Millésimes |       |
| --------- | --------------------- | --------------------- | --------------------- | ----------------------------------------------------------------- | --- | ------------------ | ---------- | ----- |
| 20 franga | 21 mm                 | 6.47 g                | or 900°/°°            | Buste de Skanderberg avec les mentions G. KASTRIOTI - SKANDERBEGU | Lion nimbé ailé de face debout à droite, une branche de chêne entre les pattes avec les mentions ALBANIA - SHQPINI | Giuseppe Romagnoli | 1926-1927  |       |

### Les pièces du royaume d'Albanie (1928-1939)
En 1928, après avoir modifié la constitution de l'Albanie, Ahmed Zogu s’autoproclame roi des Albanais sous le nom de Zog Ier
| Valeur   | Paramètres techniques | Paramètres techniques | Paramètres techniques | Description                                                              | Description                                                    | Description        | Dates      | Dates |
| Valeur   | Diamètre              | Poids                 | Composition           | Avers                                                                    | Revers                                                         | Artiste            | Millésimes |       |
| -------- | --------------------- | --------------------- | --------------------- | ------------------------------------------------------------------------ | -------------------------------------------------------------- | ------------------ | ---------- | ----- |
| 1/2 leku |                       |                       |                       | les grandes armoiries du royaume avec la mention SHQIPNI et du millésime | Un homme luttant contre un lion avec la valeur faciale 1/2 LEK | Giuseppe Romagnoli | 1926-1931  |       |

En 1935, des pièces en bronze de 1 et 2 qindar ont été mises en circulation, à parité équivalente aux 5 et 10 qindar leku.
| Valeur   | Paramètres techniques | Paramètres techniques | Paramètres techniques | Description                                                | Description                                                              | Description | Dates      | Dates |
| Valeur   | Diamètre              | Poids                 | Composition           | Avers                                                      | Revers                                                                   | Artiste     | Millésimes |       |
| -------- | --------------------- | --------------------- | --------------------- | ---------------------------------------------------------- | ------------------------------------------------------------------------ | ----------- | ---------- | ----- |
| 1 qindar |                       |                       | bronze                | le blason albanais avec la mention SHQIPNI et du millésime | La valeur faciale 1 QINDAR.AR sur des feuilles de chêne sur la lettre R  | Prova       | 1935       |       |
| 2 qindar |                       |                       | bronze                | le blason albanais avec la mention SHQIPNI et du millésime | La valeur faciale 2 QINDAR.AR sur des feuilles d'olivier sur la lettre R | Prova       | 1935       |       |

### Les pièces de monnaie pendant l'occupation italienne (1939-1943)
En 1939, l'Italie fasciste de Benito Mussolini envahit le pays et renverse le roi Zog Ier. L'Albanie devient italienne.
De nouvelles pièces sont mises en circulation avec le portrait du roi Victor-Emmanuel III et les insignes du fascisme italien, les faisceaux de licteur romain
| Valeur   | Paramètres techniques | Paramètres techniques | Paramètres techniques | Description | Description | Description | Dates              | Dates      |
| Valeur   | Diamètre              | Poids                 | Composition | Avers | Revers |             | Artiste            | Millésimes |
| -------- | --------------------- | --------------------- | --- | --- | --- | ----------- | ------------------ | ---------- |
| 0,05 lek |                       |                       | | Le buste à droite du roi Victor-Emmanuel III tête nue avec la mention VITT·EM·III RE E IMP·MBRET E PER· et le nom du sculpteur G. ROMAGNOLI          | une branche de chêne, la valeur faciale 0.05 LEK, le nom du pays en albanais SHQIPNI et en italien ALBANIA le millésime 1940 et le chiffre romain XVIII.      |             | Giuseppe Romagnoli | 1940-1941  |
| 0,10 lek |                       |                       | Le buste à gauche du roi Victor-Emmanuel III tête nue avec la mention VITT·EM·III RE E IMP·MBRET E PER· et le nom du sculpteur G. ROMAGNOLI | une branche d'olivier, la valeur faciale 0.10 LEK, le nom du pays en albanais SHQIPNI et en italien ALBANIA et le chiffre romain XVIII.              | |             | Giuseppe Romagnoli | 1940-1941  |
| 0,20 lek |                       |                       | Acier inoxydable | Le buste à droite du roi Victor-Emmanuel III portant un casque avec la mention VITT·EM·III RE E IMP·MBRET E PER· et le nom du sculpteur G. ROMAGNOLI | Le blason de l'Albanie entre deux faisceaux, la valeur faciale 0.20 LEK, le nom du pays en albanais SHQIPNI et en italien ALBANIA et le chiffre romain XVIII. |             | Giuseppe Romagnoli | 1939-1941  |
| 0,50 lek |                       |                       | Acier inoxydable | Le buste à gauche du roi Victor-Emmanuel III portant un casque avec la mention VITT·EM·III RE E IMP·MBRET E PER· et le nom du sculpteur G. ROMAGNOLI | Le blason de l'Albanie entre deux faisceaux, la valeur faciale 0.50 LEK, le nom du pays en albanais SHQIPNI et en italien ALBANIA et le chiffre romain XVIII. |             | Giuseppe Romagnoli | 1939-1941  |
| 1 lek    |                       |                       | Acier inoxydable | Le buste à droite du roi Victor-Emmanuel III portant un casque avec la mention VITT·EM·III RE E IMP·MBRET E PER· et le nom du sculpteur G. ROMAGNOLI | Le blason de l'Albanie entre deux faisceaux, la valeur faciale 1 LEK, le nom du pays en albanais SHQIPNI et en italien ALBANIA et le chiffre romain XVIII.    |             | Giuseppe Romagnoli | 1939-1941  |
| 2 lekë   |                       |                       | Acier inoxydable | Le buste à gauche du roi Victor-Emmanuel III portant un casque avec la mention VITT·EM·III RE E IMP·MBRET E PER· et le nom du sculpteur G. ROMAGNOLI | Le blason de l'Albanie entre deux faisceaux, la valeur faciale 2 LEK, le nom du pays en albanais SHQIPNI et en italien ALBANIA et le chiffre romain XVIII.    |             | Giuseppe Romagnoli | 1939-1941  |
| 5 lekë   |                       |                       | Argent | Le buste à gauche du roi Victor-Emmanuel III tête nue avec la mention VITT·EM·III RE E IMP·MBRET E PER· et le nom du sculpteur G. ROMAGNOLI          | Le blason de l'Albanie entre deux faisceaux, la valeur faciale 2 LEK, le nom du pays en albanais SHQIPNI et en italien ALBANIA et le chiffre romain XVIII.    | 1939        | Giuseppe Romagnoli |            |

### La première série de la république populaire (1946-1960)
Lors de élections de 1945, le Front démocratique est élu à une large majorité. Début janvier 1946, la République populaire albanaise est proclamée, sous la présidence de Enver Hoxha.
Une première série de pièces en zinc est frappée, aux armes de la république populaire avec le nom du pays SHQIPËRI
| Valeur | Paramètres techniques | Paramètres techniques | Paramètres techniques | Description                                                                           | Description                                                     | Description | Dates      | Dates |
| Valeur | Diamètre              | Poids                 | Composition           | Avers                                                                                 | Revers                                                          | Artiste     | Millésimes |       |
| ------ | --------------------- | --------------------- | --------------------- | ------------------------------------------------------------------------------------- | --------------------------------------------------------------- | ----------- | ---------- | ----- |
| ½ leku |                       |                       | Zinc                  | la blason de la république populaire entourée de 11 étoiles et de la mention SHQIPËRI | La valeur faciale ½ LEKU entourée de 14 étoiles et le millésime |             | 1947, 1957 |       |
| 1 lek  |                       |                       | Zinc                  | la blason de la république populaire entourée de 11 étoiles et de la mention SHQIPËRI | La valeur faciale 1 LEK entourée de 14 étoiles et le millésime  |             | 1947, 1957 |       |
| 2 lekë |                       |                       | Zinc                  | la blason de la république populaire entourée de 11 étoiles et de la mention SHQIPËRI | La valeur faciale 2 LEKË entourée de 14 étoiles et le millésime |             | 1947, 1957 |       |
| 5 lekë |                       |                       | Zinc                  | la blason de la république populaire entourée de 11 étoiles et de la mention SHQIPËRI | La valeur faciale 5 LEKË entourée de 14 étoiles et le millésime |             | 1947, 1957 |       |

### La deuxième série de la république populaire
À la suite de la réévaluation du rouble soviétique en 1961, le lek est également réévalué à la valeur de 10 anciens lek pour un nouveau lek.
En conséquence, une seconde série de pièces est frappée (5, 10, 20 et 50 qindarka et de 1 lek) en aluminium
| Valeur      | Paramètres techniques | Paramètres techniques | Paramètres techniques | Description | Description                                                                  | Description | Dates      | Dates |
| Valeur      | Diamètre              | Poids                 | Composition           | Avers | Revers                                                                       | Artiste     | Millésimes |       |
| ----------- | --------------------- | --------------------- | --------------------- | --- | ---------------------------------------------------------------------------- | ----------- | ---------- | ----- |
| 5 qindarka  | 18,0 mm               | 0,80 g                | Aluminium             | les grandes armoiries de la république populaire entourée de 8 étoiles, de la mention SHQIPËRI et du millésime | La valeur faciale 5 QINDARKA entre 6 épis de maïs et surmontés de 5 étoiles  |             | 1964       |       |
| 10 qindarka |                       |                       | Aluminium             | les grandes armoiries de la république populaire entourée de 8 étoiles, de la mention SHQIPËRI et du millésime | La valeur faciale 10 QINDARKA entre 6 épis de maïs et surmontés de 5 étoiles |             | 1964       |       |
| 20 qindarka |                       |                       | Aluminium             | les grandes armoiries de la république populaire entourée de 8 étoiles, de la mention SHQIPËRI et du millésime | La valeur faciale 20 QINDARKA entre 6 épis de maïs et surmontés de 5 étoiles |             | 1964       |       |
| 50 qindarka |                       |                       | Aluminium             | les grandes armoiries de la république populaire entourée de 8 étoiles, de la mention SHQIPËRI et du millésime | La valeur faciale 50 QINDARKA entre 6 épis de maïs et surmontés de 5 étoiles |             | 1964       |       |
| 1 lek       | 26,5 mm               | 2,30 g                | Aluminium             | les grandes armoiries de la république populaire entourée de 8 étoiles, de la mention SHQIPËRI et du millésime | La valeur faciale 1 LEK entre 6 épis de maïs et surmontés de 5 étoiles       |             | 1964       |       |

### La série du25eanniversairede la libération
En 1969, à l'occasion du vingt cinquième anniversaire de la libération de l'Albanie, une série commémorative de pièce en aluminium est frappée (5, 10, 20 et 50 qindarka et 1 lek).
| Valeur      | Paramètres techniques | Paramètres techniques | Paramètres techniques | Description | Description | Description | Dates      | Dates |
| Valeur      | Diamètre              | Poids                 | Composition           | Avers | Revers | Artiste     | Millésimes |       |
| ----------- | --------------------- | --------------------- | --------------------- | --- | --- | ----------- | ---------- | ----- |
| 5 qindarka  | 18,0 mm               | 0,80 g                | Aluminium             | les grandes armoiries de la république populaire entourée de 6 étoiles, de la mention SHQIPËRI et du millésime 1944-1969 | La valeur faciale 5 QINDARKA entre 6 épis de maïs et surmontés de 5 étoiles                                                        |             | 1969       |       |
| 10 qindarka |                       |                       | Aluminium             | les grandes armoiries de la république populaire entourée de 6 étoiles, de la mention SHQIPËRI et du millésime 1944-1969 | La valeur faciale 10 QINDARKA entre 6 épis de maïs et surmontés de 5 étoiles                                                       |             | 1969       |       |
| 20 qindarka |                       |                       | Aluminium             | les grandes armoiries de la république populaire entourée de 6 étoiles, de la mention SHQIPËRI et du millésime 1944-1969 | La valeur faciale 20 QINDARKA entre 6 épis de maïs et surmontés de 5 étoiles                                                       |             | 1969       |       |
| 50 qindarka |                       |                       | Aluminium             | les grandes armoiries de la république populaire entourée de 6 étoiles, de la mention SHQIPËRI et du millésime 1944-1969 | deux hommes armés tenant un flambeau au-dessus de la valeur faciale 50 QINDARKA et sous le texte 25 VJETORI I CLIRIMIT             |             | 1969       |       |
| 1 lek       | 26,5 mm               | 2,30 g                | Aluminium             | les grandes armoiries de la république populaire entourée de 6 étoiles, de la mention SHQIPËRI et du millésime 1944-1969 | Une œuvre d'Odhise Paskali, "Les Partisans Victorieux" au-dessus de la valeur faciale 1 LEK et sous le texte 25 VJETORI I CLIRIMIT |             | 1969       |       |

### La quatrième série de la république populaire
Une quatrième série de pièces est frappée en 1988, dont une pièce de 2 lekë, mise en circulation en 1989
| Valeur | Paramètres techniques | Paramètres techniques | Paramètres techniques | Description | Description                                    | Description | Dates      | Dates |
| Valeur | Diamètre              | Poids                 | Composition           | Avers | Revers                                         | Artiste     | Millésimes |       |
| ------ | --------------------- | --------------------- | --------------------- | --- | ---------------------------------------------- | ----------- | ---------- | ----- |
| 1 lek  |                       |                       |                       | les grandes armoiries de la république populaire entourée de la mention SHQIPËRI et du millésime.                                    | La valeur faciale 1 LEK entre 4 épis de maïs.  |             | 1988       |       |
| 2 lekë |                       |                       |                       | les grandes armoiries de la république populaire entourée de la mention REPUBLIKA POPULLORE SOCIALISTE E SHQIPERISE et du millésime. | La valeur faciale 2 LEKE entre 4 épis de maïs. |             | 1989       |       |

### Pièces de la République d'Albanie - Série 1995-1996
Les communistes perdent les élections de 1992, Sali Berisha est élu président. Une nouvelle constitution est mise en place en 1998.
Une nouvelle série de pièces est frappée en 1995-1996.
- La série est composée des pièces de 1 lek et de 5, 10, 20 et 50 lekë.
- Les pièces en qindarka ont disparu.
- La mention Republika e Shqipërisë[6] apparaît sur toutes les pièces

| Valeur  | Paramètres techniques | Paramètres techniques | Paramètres techniques | Description | Description                                                                        | Description | Dates      | Dates |
| Valeur  | Diamètre              | Poids                 | Composition           | Avers | Revers                                                                             | Artiste     | Millésimes |       |
| ------- | --------------------- | --------------------- | --------------------- | --- | ---------------------------------------------------------------------------------- | ----------- | ---------- | ----- |
| 1 lek   | 18,0 mm               | 3,00 g                | Cu Zn                 | un pélican (Pelecanus) entouré de la mention REPUBLIKA E SHQIPERISE et du millésime                                         | La valeur faciale 1 LEK dans une demi-couronne de fleurs                           |             | 1996       |       |
| 5 lekë  | 20,0 mm               | 3,12 g                | 94 % Fe 6 % Ni        | le blason d'Albanie entouré de la mention REPUBLIKA E SHQIPERISE et du millésime                                            | La valeur faciale 5 LEKE avec une branche d'olivier                                |             | 1995-2000  |       |
| 10 lekë | 21,25 mm              | 3,60 g                | 92 % Cu 6% Al 2 % Ni  | le château de Berat, KALAJA E BERATIT entouré de la mention REPUBLIKA E SHQIPERISE et du millésime                          | La valeur faciale 10 LEKE entourée de deux branches d'olivier                      |             | 1996-2000  |       |
| 20 lekë | 22,5 mm               | 5,00 g                | 92 % Cu 6% Al 2 % Ni  | le bateau de Liburne, A. LIBURNE entouré de la mention REPUBLIKA E SHQIPERISE et du millésime                               | La valeur faciale 20 LEKE entourée d'une branche de chêne et une branche d'olivier |             | 1996-2000  |       |
| 50 lekë | 24,25 mm              | 5,50 g                | 75 % Cu 25 % Ni       | Portrait à cheval du roi d'Illyrie, Gentius, GENTI MBRETI ILIR entouré de la mention REPUBLIKA E SHQIPERISE et du millésime | La valeur faciale 50 LEKE entourée de deux branches de chêne                       |             | 1996-2000  |       |

### Pièces de la République d'Albanie - Séries 2000-2003
Dans la série frappée en 2000,
- la pièce de 1 lek disparaît
- une pièce de 100 lekë est mise en circulation

| Valeur   | Paramètres techniques | Paramètres techniques | Paramètres techniques | Description | Description                                            | Description | Dates      | Dates |
| Valeur   | Diamètre              | Poids                 | Composition           | Avers | Revers                                                 | Artiste     | Millésimes |       |
| -------- | --------------------- | --------------------- | --------------------- | --- | ------------------------------------------------------ | ----------- | ---------- | ----- |
| 100 lekë | 24,75 mm              | 6,70 g                | bimétallique          | la reine d'Illyrie Teuta TEUTA MBRETERESHA ILIRE entourée de la mention REPUBLIKA E SHQIPERISE et du millésime | La valeur faciale 100 LEKE dans une couronne de fleurs |             | 2000       |       |